# Procès d'intention
En philosophie, le procès d'intention, est un sophisme consistant à invoquer le discrédit sur une personne en lui prêtant des intentions inavouables et condamnables, dans quelque domaine que ce soit,. Le caractère invalide de cette construction existe si ces intentions ne sont pas prouvées, ou même qu'elles sont invérifiables. Elles constituent donc en ce cas une prémisse insuffisante.[réf. nécessaire]
Les intentions prouvées rendent valide l'accusation et ne constituent alors plus un sophisme.
L'argument de l'épouvantail peut être considéré comme un type de procès d'intention par sa nature à déformer les propos de son interlocuteur et, ainsi, lui prêter des intentions qu'il n'a jamais eues.
Affirmer que quelqu'un fait un procès d'intention est une récusation, une revendication et une accusation.

## Procès d'intention et droit
En France, la proclamation officielle de l'ordre pénal révolutionnaire n'a nullement empêché le retour très rapide à la répression des simples intentions subversives (réelles ou supposées), de façon ostentatoire sous la Terreur, de façon plus insidieuse, mais aussi plus durable à partir du Premier Empire. Si la tendance historique est au reflux de l'arbitraire répressif, on observe depuis le début du XXIe siècle un retour en force de la tentation d'une répression « ante delictum », fondée sur la dangerosité supposée de l'individu.

## Exemples
- Si vous ne connaissez pas le sujet, laissez ce bandeau (vous pouvez alors contacter les auteurs).
- Si vous supprimez le contenu mis en cause (vous pouvez préalablement contacter les auteurs),

argumentez précisément cette suppression dans la page de discussion
(un manque de référence n'est pas un argument ; une recherche réelle de référence doit avoir été effectuée, être formellement documentée).
- « Cet étudiant est paresseux, car il aime travailler en équipe, non pas pour apprendre plus, mais pour travailler le moins possible. »

- « Il faudrait interdire les dons publics aux associations humanitaires, car c'est un spectacle d'hypocrisie : les donateurs ne cherchent qu'à se donner une image généreuse. »